# Municipio de Topia
El Municipio de Topia es uno de los 39 municipios en que se divide el estado mexicano de Durango, se encuentra en la Sierra Madre Occidental y su cabecera es el pueblo de Topia.

## Geografía
El municipio de Topia se encuentra localizado en el noroeste del estado de Durango, en los alto de la Sierra Madre Occidental. Tiena una extensión territorial total de 1630.965 kilómetros cuadrados y se encuentra ubicado entre las coordenadas geográficas extremas de 25° 05' - 25° 25' de latitud norte y 106° 10' - 106° 58' de longitud oeste. Su altitud fluctúa entre los 2 900 y los 3000 metros sobre el nivel del mar.
Sus límites territoriales son al noroeste, oeste y suroeste con el municipio de Tamazula, al norte y este con el de municipio de Tepehuanes y al sur con el de municipio de Canelas.

### Orografía e hidrografía
El territorio del municipio es completamente montañoso, surcado en toda su extensión por la sierra, su extremo oeste esta en la región de las cañadas en las que la sierra desciende hacia la planicie costera de Sinaloa, entre estas quebradas destacan la Quebrada de Huyuapan, además de las de San Juan de Camarones, San Gregorio y San Blas; en el noroeste del municipio y en sus límites con el de Tamazula está el punto más elevado del territorio, el Cerro el Alto de Dolores que tiene una altitu de 2,800 metros sobre el nivel del mar y es el noveno más elevado del estado de Durango.
Los principales ríos del municipio son el río Valle de Topia y el río Las Vueltas que descienden desde la sierra a través de la Quebrada de Huyuapan, también descienden por el municipio los ríos Sianori, Canelas y Birimoa. Todo el municipio pertenece a la Cuenca del río Culiacán y a la Región hidrológica Sinaloa.

### Clima y ecosistemas
El clima de Topia se clasifica en dos tipos y está determinado por la altitud, en lo alto de las montañas de la sierra el clima es Templado subhúmedo con lluvias en verano, y en lo profundo de las quebradas es Semicálido, subhúmedo con lluvias en verano; de la misma manera, la temperatura media anual en la zona alta es de 12 a 16 °C y en las zonas bajas de 20 a 24 °C; la precipitación media anual de la zona central y sur del municipio es la más elevada, siendo superior a las 1,200 mm, las zonas oeste y este, así como el extremo norte el promedio es de 1,000 a 1,200 m s. n. m. y una banda horizontal en sentido oeste-este es de 800 a 1,000 m s. n. m.
La gran mayoría del territorio de Topia se encuentra cubierto de bosque, en el que destacan pino y encino; y en lo hondo de las quebradas se encuentra selva; las principales especies animales que se pueden encontrar en el municipio son venado, jabalí, puma, gato montés y liebre.

## Demografía
La población de Topia según el Censo de Población y Vivienda de 2010 llevado a cabo por el Instituto Nacional de Estadística y Geografía es de un total de 8 581 habitantes, de estos 4 395 son hombres y 4 186 son mujeres.

### Localidades
En el censo de 2020 el municipio de Topia contaba con 240 localidades.
| Código INEGI      | Localidad         | Población (2020) |
| ----------------- | ----------------- | ---------------- |
| 100370001         | Topia             | 2 897            |
| Otras localidades | Otras localidades | 6 423            |
| Total municipal   | Total municipal   | 9 320            |

## Política
El gobierno del municipio es ejercido por el Ayuntamiento, este está conformado por el presidente municipal y el cabildo, integrado a su vez por siete regidores, el Ayuntamiento es electo mediante planilla para un periodo de tres años, y no es renovable para le periodo inmediato, pero si de manera no continua, entra a ejercer su periodo el día 1 de septiembre del año de la elección.

### Subdivisión administrativa
Las subdivisiones del municipio son dos juntas municipales: Galancita y Valle de Topia, y nueve jefaturas de cuartel: Galancita, Platanar, Pie de la Cuesta, El Carmen, Potrero de Yeguas, Torance, La Ojeda y San Bernabé.

### Representación legislativa
Para la elección de diputados federales a la Cámara de Diputados de México y de diputados locales al Congreso de Durango, el municipio de Topia se encuentra integrado en los siguientes distritos electorales:
Local:
- Distrito electoral local 7 de Durango con cabecera en Santiago Papasquiaro.[14]

Federal:
- Distrito electoral federal 1 de Durango con cabecera en la ciudad de Victoria de Durango.[15]